# 全日本大学女子硬式野球連盟
全日本大学女子硬式野球連盟（ぜんにほんだいがくじょしこうしきやきゅうれんめい、英語: Japan University Women's Baseball Federation）は、日本の大学における女子の硬式野球の統轄組織である。上部組織は全日本女子野球連盟。事務局は愛知県大府市横根町名高山55（至学館大学の学内）。略称はJUWBF。

## 概要
2011年に「第1回 全国大学女子硬式野球大会」を至学館大学野球場で開催する（この時点で当連盟主催ではない）。2015年に当連盟（前名称：全国大学女子硬式野球連盟）を設立し、大学の大会を1年に2回に増やすなどの目的で「第1回 全国大学女子硬式野球大会 高知大会」を開催する。2022年には連盟名称を「全日本大学女子硬式野球連盟」に変更する。
連盟は、大学女子野球の普及、学生・指導者の育成、大会や試合の実施などを行う。連盟の会計費用として、加盟大学および選手から規定の費用を徴収する。

## 運営・活動

### 全国大会
- 全日本大学女子硬式野球選手権高知大会
- 全日本大学女子硬式野球選手権大会

### その他
- 大学選抜強化プログラム（2019年、2022年 - ）
  - 第1回（2019年10月2日 - 10月6日、日豪女子野球チャレンジ2019、ベンディゴ） - オーストラリア派遣、親善・強化7試合[3][4][5]。
  - 第2回 - 2022年11月12日（淡路佐野）対淡路Brave Oceans[6]、11月13日（甲子園）対阪神タイガース Women[7]

## 大学と加盟状況
各地域から以下の大学が加盟している（2023年4月現在）。（ここでは本校または活動拠点キャンパスを地域コード順で掲載する。）「※」は大学大会 既出の大学
北海道女子硬式野球連盟
- 札幌国際大学 (札幌市清田区)

東北女子硬式野球連盟
- 仙台大学 (宮城県柴田郡柴田町)

関東女子硬式野球連盟（ヴィーナスリーグ）
- 尚美学園大学 (埼玉県川越市)
- 秀明大学 (千葉県八千代市)
- 日本大学国際関係学部 (静岡県三島市)
- ※ 新潟医療福祉大学 (新潟県新潟市北区)

中部女子硬式野球連盟（センターリーグ）
- ※ 福井工業大学 (福井県福井市)
- 至学館大学 (愛知県大府市)

関西女子硬式野球連盟（ラッキーリーグ）
- ※ びわこ成蹊スポーツ大学 (滋賀県大津市)
- ※ 京都文教大学 (京都府宇治市)
- 桃山学院教育大学 (大阪府和泉市)
- 大阪体育大学 (大阪府泉南郡熊取町)

中四国女子硬式野球連盟（ルビー・リーグ）
- 環太平洋大学 (岡山県岡山市東区)
- ※ 吉備国際大学 (岡山県高梁市)
- 至誠館大学 (山口県萩市)

### 女子硬式野球部 創部/加盟準備段階の大学
ここでは創部 / 加盟準備中もしくは単独出場準備中の大学を含んで、地域コード順に記載している。「※」は大会等既出の大学、「拠：」は活動拠点、[]は所属の地域連盟。
北海道地方
- 札幌大学 (札幌市豊平区)[10][11]

関東・甲信越地方
- ※ 明治大学 (サークル、神奈川県川崎市多摩区 拠：生田キャンパス [ヴィーナス・連合])[12]
- 帝京科学大学 (山梨県上野原市 拠：東京西キャンパス)[13]
- ※ 東海大学静岡キャンパス (静岡県静岡市清水区 [センター])

近畿地方
- ※ 関西学院大学 (同好会、兵庫県西宮市 [ラッキー・連合])

## その他

### 大学・専門学校のクラブチーム
大学卒業生や大学関連校などの関係者によって創設されたチームで、卒業後に継続するための受け皿や、野球振興を通じた周辺地域活性などを目的としたものが多いため、様々な世代やその大学の在学生や卒業生ではない選手も所属できるチームもある（所属要件はチームによって異なる）。
大学生以外の選手も所属しているクラブチームについては「全日本女子硬式クラブ野球連盟」に加盟するため、大学生のみを対象とした大会には出場できない。
関東・甲信越地方
- 駒沢女子大学 - 駒沢RISE (高校生以外)

中国地方
- MSH医療専門学校 - 女子硬式野球部 (在学生)

九州地方
- 折尾愛真短期大学 - 女子硬式野球クラブ (中学生以上)